# Feiras de gelo do Rio Tâmisa

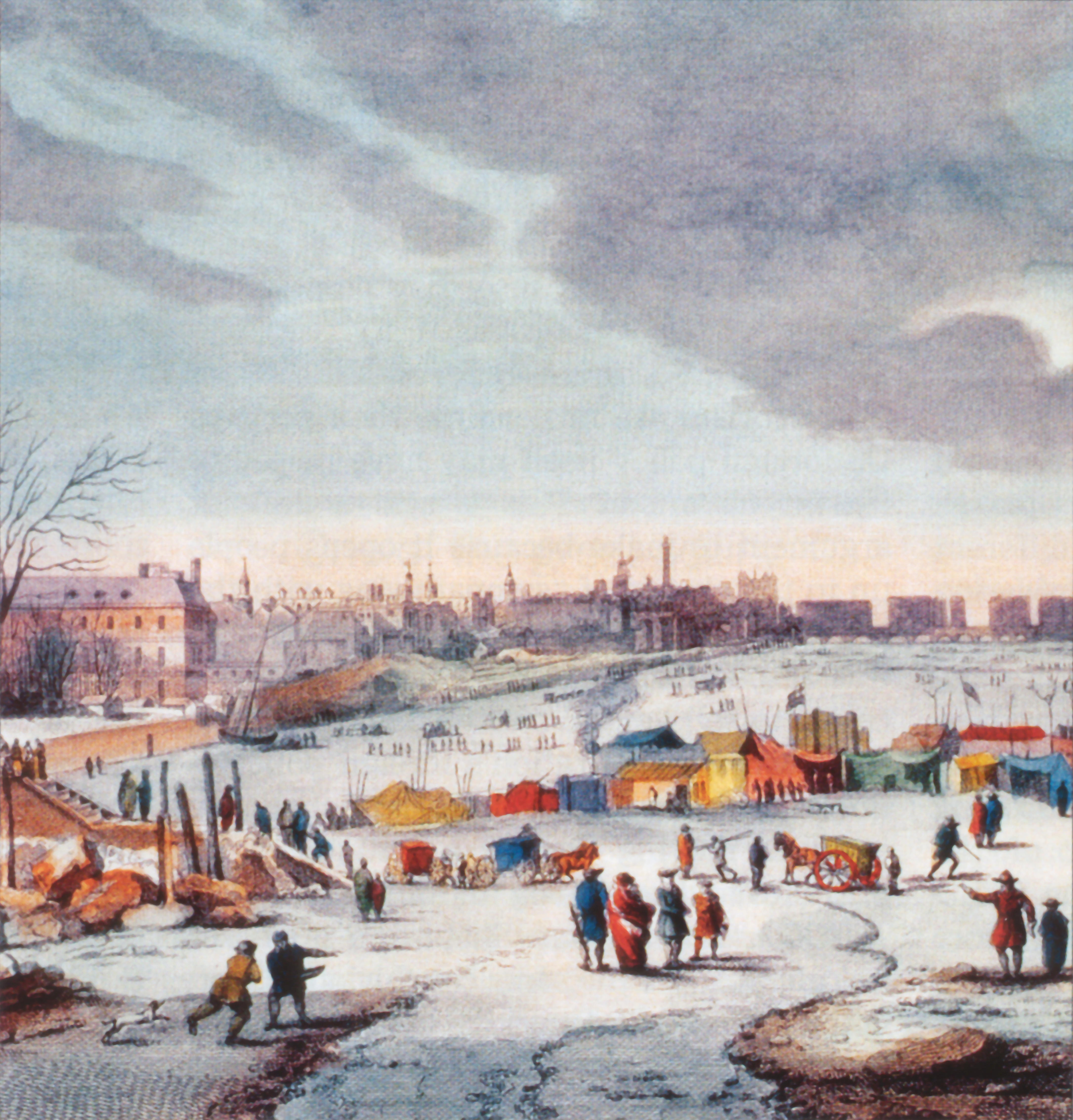
Feira do Gelo no Tâmisa, 1683–84, por Thomas Wyke

As Feiras de gelo do Rio Tâmisa eram realizadas no tideway, parte do Rio Tâmisa na Inglaterra que está sujeita às marés, em Londres, em alguns invernos, ocorrendo pelo menos desde o final do século VII até o início do século XIX. A maioria aconteceu entre o começo do século XVII e o início do século XIX, durante o período conhecido como a Pequena Idade do Gelo, quando o rio congelava com mais frequência, embora ainda raramente. Naquele período, o inverno britânico era mais rigoroso do que atualmente, e o rio era mais largo e mais lento, sendo ainda mais dificultado pelos 19 pilares da ponte medieval Old London Bridge, removidos em 1831.
Mesmo em seu auge, em meados do século XVII, o Tâmisa em Londres congelava com menos frequência do que a lenda moderna às vezes sugere, nunca excedendo cerca de um ano em dez, exceto em quatro invernos entre 1649 e 1666. De 1400 até a remoção da ponte medieval de Londres em 1831, foram registrados 24 invernos em que o Tâmisa congelou em Londres. O Tâmisa congela com mais frequência rio acima, além do alcance da maré, especialmente acima das comportas (weirs), das quais a Teddington Lock é a mais baixa. A última grande congelação do trecho superior do Tâmisa ocorreu em 1962–63.
As feiras de gelo eram um evento raro mesmo nos períodos mais frios da Pequena Idade do Gelo. Algumas das feiras de gelo registradas ocorreram em 695, 1608, 1683–84, 1716, 1739–40, 1789 e 1814. Eventos de inverno em clima frio para fins recreativos eram muito mais comuns em outras partes da Europa, por exemplo, nos Países Baixos, onde muitos canais frequentemente congelavam. Esses eventos em outros países, bem como os festivais e carnavais de inverno em todo o mundo na atualidade, também podem ser considerados feiras de gelo. No entanto, muito poucos deles usaram realmente esse título.
Durante a Grande Geada de 1683–84, a congelação mais severa já registrada na Inglaterra, o Tâmisa permaneceu completamente congelado por dois meses, com o gelo atingindo cerca de 11 polegadas (28 cm) de espessura em Londres. Foi relatado gelo sólido estendendo-se por muitas milhas ao longo das costas do sul do Mar do Norte (Inglaterra, França e os Países Baixos), causando sérios problemas à navegação e impedindo o uso de muitos portos.